# ムーロ・ルカーノ
ムーロ・ルカーノ（イタリア語: Muro Lucano）は、イタリア共和国バジリカータ州ポテンツァ県にある、人口約5,300人の基礎自治体（コムーネ）。

## 地理

### 位置・広がり

#### 隣接コムーネ
隣接するコムーネは以下の通り。括弧内のSAはサレルノ県（カンパニア州）所属を示す。
- バルヴァーノ
- ベッラ
- カステルグランデ
- コッリアーノ (SA)
- ラヴィアーノ (SA)
- リチリアーノ (SA)
- サン・フェーレ
- サン・グレゴーリオ・マーニョ (SA)

## 行政

### 分離集落
ムーロ・ルカーノには、以下の分離集落（フラツィオーネ）がある。
- Capodigiano, Casale San Giuliano, Le Marze, Pontegiacoia, Raitiello

## 人物

### 著名な出身者
- ジョヴァンナ1世 - ナポリ女王
- アキッレ・テラッチャーノ - 19-20世紀の植物学者